# Třemešné

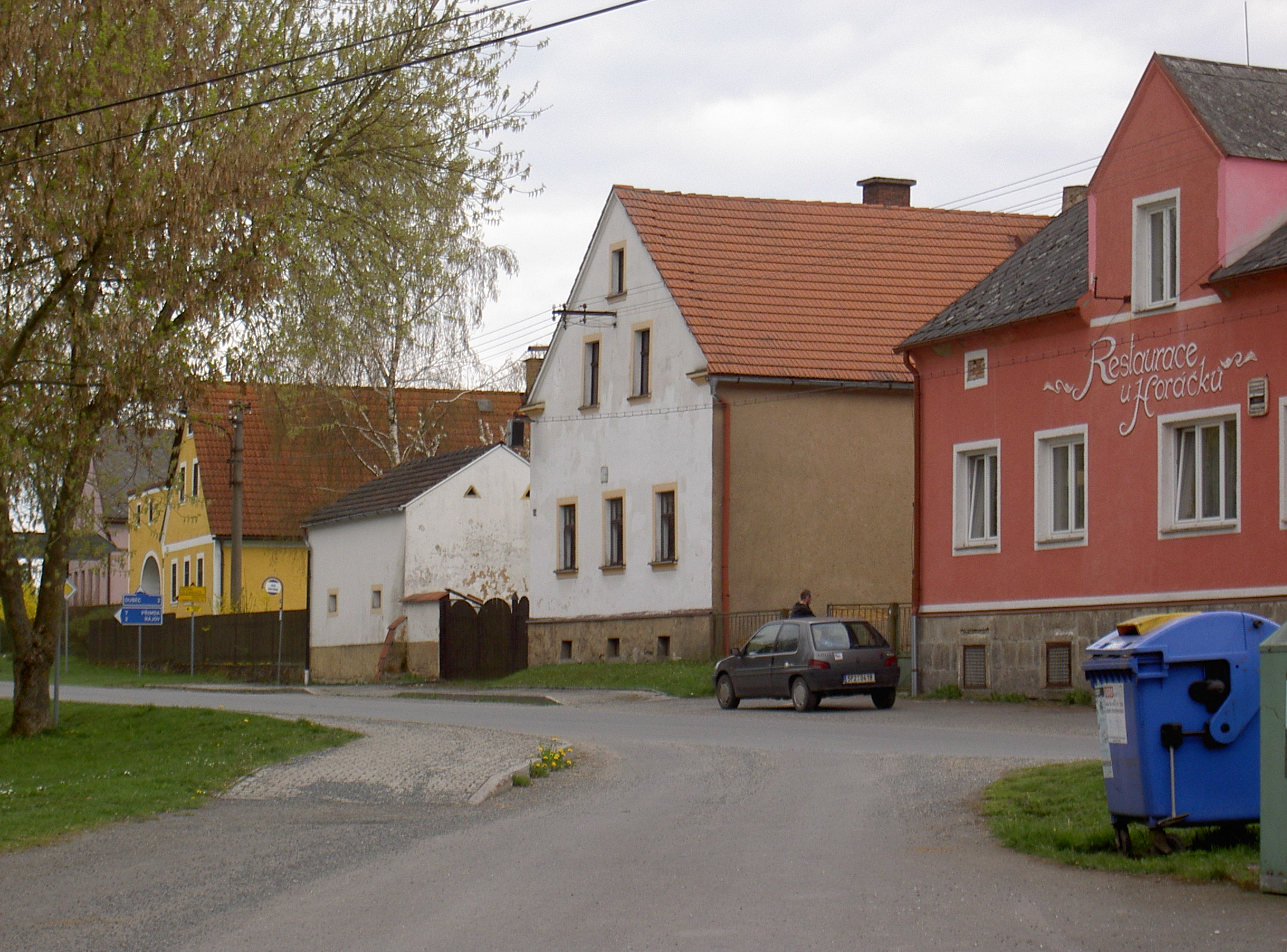
Třemešné (Zemschen)

Třemešné (deutsch Zemschen) ist eine Gemeinde mit 372 Einwohnern (Stand: 1. Januar 2023)  in Tschechien. Sie liegt vier Kilometer nördlich der Stadt Bělá nad Radbuzou (Weißensulz) in einer Höhe von 510 m ü. M. nordöstlich des 739 m hohen Kamenný vrch ( Steinberg) im Český les (Oberpfälzer Wald). Třemešné gehört dem Okres Tachov an. Durch den Ort führt die Bahnstrecke Domažlice–Tachov.

## Geschichte
Die erste Erwähnung des Ortes Tschemssne stammt aus dem Jahre 1436 in einer Urkunde Kaiser Sigismunds. Die Gründung des zu den 13 Pfraumberger Chodendörfern gehörigen Ortes erfolgte vermutlich im 12. Jahrhundert.
In der Folge des zwischen 1567 und 1590 andauernden Chodenprozesses zwischen den chodischen Dörfern und den Herren von Schwanberg verkaufte Kaiser Rudolf II. die Herrschaft Pfraumberg. Neuer Besitzer von Zemschen und Pössigkau wurde Burghard Merklinsky von Pernartitz. Nach mehrmaligen Besitzerwechseln kamen beide Dörfer im Jahre 1656 zur Herrschaft Hostau, der sie bis 1848 angehörten. Ab der Mitte des 19. Jahrhunderts bildete Zemschen eine Gemeinde im Gerichtsbezirk Hostau bzw. im Bezirk Bischofteinitz.
Im Zemschen stand am Hurber die Kapelle der Jungfrau Maria. Das im Wald befindliche kleine einschiffige Bauwerk mit einem Türmchen war ein spätbarocker Bau. Im Jahre 1982 wurde die verfallene Kapelle abgetragen.
Gepfarrt war das Dorf nach Heiligenkreuz, Weißensulz und seit 1815 nach Tutz. 1939 lebten in Zemschen 312 Menschen.
Nach dem Münchner Abkommen wurde Zemschen dem Deutschen Reich zugeschlagen und gehörte bis 1945 zum Landkreis Bischofteinitz.

## Gemeindegliederung
Die Gemeinde Třemešné besteht aus den Ortsteilen und Katastralbezirken Bezděkov (Pössigkau), Dubec (Tutz), Nová Ves (Neudorf b. Pfraumberg, auch Neudorf I), Pavlíkov (Pabelsdorf) und Třemešné. Auf dem Gemeindegebiet liegen die Wüstungen Mlýnské Domky (Mühlhäuseln), Novohradský (Nowohradsky) und Stará Sklárna (Altglashütte) sowie ein Anteil von Rybničná.

## Nachbargemeinden
Die Nachbargemeinden (im Uhrzeigersinn) sind: Přimda, Stráž, Bělá nad Radbuzou, Eslarn, Rozvadov.
| Rozvadov 17 km         | Přimda 7 km                                 | Přimda 7 km            |
| Eslarn 18 km           | Kompassrose, die auf Nachbargemeinden zeigt | Stráž 12 km            |
| Bělá nad Radbuzou 5 km | Bělá nad Radbuzou 5 km                      | Bělá nad Radbuzou 5 km |